# Медаль «В память 22 марта 1939 года»
Медаль «В память 22 марта 1939 года» (нем. Die Medaille zur Erinnerung an die Heimkehr des Memellandes 22. März 1939) — медаль нацистской Германии в честь присоединения Мемеля к Германии.

## Дизайн
Медаль изготавливалась из бронзы и носилась на бело-красно-бело-зелёно-бело-красно-белой ленте. Диаметр 32 мм.
Изображение лицевой стороны медали аналогично изображению на медали «В память 13 марта 1938 года» и медали «В память 1 октября 1938 года». На ней изображены две человеческие фигуры, одна из которых помогает другой подняться на своеобразный пьедестал, представляющий собой распростёртые крылья орла, сжимающего в когтях свастику.
На обратной стороне по центру размещена надпись «нем. Zur Erinnerung an die Heimkerhr des Memellandes 22. März 1939» (В память о возвращении Мемельской области 22 марта 1939 года). Дизайнер медали — профессор Рихард Кляйн.